# Alma Würth
Alma Würth, geborene Schott, verwitwete Kindermann, (* 8. Mai 1913 in Moorrege; † 4. Mai 2006 in Künzelsau) war eine deutsche Unternehmerin. Sie war die Ehefrau des Firmengründers Adolf Würth und die Mutter des heutigen Firmeninhabers Reinhold Würth.

## Biografie
Alma Würth war die Tochter eines Gärtners aus dem Raum Hamburg. Am 6. August 1932 heiratete sie in Öhringen Adolf Würth, mit dem sie zwei Söhne, Reinhold (* 20. April 1935) und Klaus-Frieder (* 11. April 1944), hatte. Gemeinsam gründeten sie unmittelbar nach Kriegsende in einem Nebengebäude der Schlossmühle im Künzelsauer Stadtteil Hofratsmühle eine Großhandlung für Muttern und Schrauben.
„Meine Mutter war nach Ende des Zweiten Weltkriegs eher die treibende Kraft, den Vater zur Selbständigkeit zu drängen“ (Reinhold Würth).
Nach dem plötzlichen Herzinfarkt-Tod ihres Ehemannes am 14. Dezember 1954 führte Alma Würth gemeinsam mit ihrem damals mit 19 Jahren noch minderjährigen Sohn Reinhold das Unternehmen weiter, aus dem sich die Würth-Gruppe entwickelte, die heute internationaler Marktführer in der Befestigungs- und Montagetechnik ist. Bis 1993 war sie als Beiratsmitglied im Unternehmen tätig, das 2006 rund 350 Gesellschaften in 81 Ländern hatte. 
Sie verstarb 4 Tage vor ihrem 93. Geburtstag in Künzelsau.